# Emilio Gouchón
Emilio Gouchón (1860–1912) fue un librepensador, periodista, abogado y político argentino.

## Biografía
Nació en Colón, Entre Ríos, el 14 de julio de 1860, en el seno de una familia de inmigrantes suizos, provenientes del Cantón de Valais. Su inclinación a las letras lo indujo a fundar el periódico "La Gaceta de Colón", publicación que trato temas relativos a la canalización del Río Uruguay, el puerto de la ciudad de Colón, a la conservación de bosques, a la viabilidad, a la instrucción pública, etc. 
Ingreso en 1881 al Colegio Nacional del Uruguay, donde curso en cuatro años los estudios comprendidos en los seis años del plan de estudios. Desempeño en dicho colegio los cargos de Encargado del Museo Nacional, de Historia Natural, de Secretario, y Bibliotecario. Presidio en varias oportunidades la Academia Científica Literaria formada por alumnos del Colegio. 
En 1885, ingreso a la Facultad de Derecho de la Universidad de Buenos Aires; graduándose como doctor en Derecho y Ciencias Sociales en mayo de 1889. En ese mismo año contribuyo en la fundación de la Unión Cívica de la Juventud, conjunto de jóvenes que se oponían al unicato de Miguel Juárez Celman. En 1890, fue uno de los fundadores de la Unión Cívica, agrupación de la que fue miembro de la Junta Directiva que preparo la Revolución del Parque, en julio de ese año. Participó activamente de la Revolución como segundo jefe de la milicia cívica conocida como la «Legión Ciudadana», comandada por Fermín Rodríguez. </ref>
Cuando la Unión Cívica se dividió en 1891, Gouchón comenzó a militar activamente en la Unión Cívica Nacional, fuerza política que lideraba el general Bartolomé Mitre, y que era partidaria de un acuerdo político con el partido gobernante, el Autonomista Nacional.
Desde 1887 entró a formar parte del diario La Nación, de cuyo importante diario fue redactor hasta 1896. 
Fue Concejal de la Capital Federal, siendo electo por la parroquia de la Piedad, y fue diputado nacional en dos periodos: 1896-1900 y 1900-1902 por la Unión Cívica Nacional; y 1902-1906 por la fórmula del acuerdo entre los restos del mitrismo que no formaron parte de la fundación del Partido Republicano y del sector roquista del PAN. 
Le preocupaba especialmente la cuestión inmigratoria, oponiéndose como diputado a la Ley de Residencia N.º 4144. Sobre el tema escribió el libro Apuntes sobre colonización e inmigración. También realizó un estudio político sobre la provincia de San Juan. Fue autor y defensor del proyecto de erección de la estatua a Giuseppe Garibaldi en la Plaza Italia de Buenos Aires. 
Llegó a ser Gran Maestre, el más alto grado de la masonería. Fue uno de los impulsores en la Argentina del sistema de registro de huellas dactilares.
Falleció el 9 de agosto de 1912 en la Ciudad de Buenos Aires, a los 52 años de edad.

## Homenajes
En su honor, una localidad de la provincia de Entre Ríos, la colonia Emilio Gouchón lleva su nombre.